# Scholtès
Ne doit pas être confondu avec Tessy Scholtes ou Armand Scholtès.
Établissements Eugène Scholtès est une entreprise française qui fabriquait des appareils électroménagers. Depuis 2017, la marque Scholtès appartient à l'entreprise Schneider Consumer Group.

## Histoire
Fondée en 1922, Eugène Scholtès se situe à Manom, une petite ville dans le département de la Moselle, près de Thionville.
La marque Scholtès se fait connaître en lançant en 1923 la première cuisinière en acier émaillé de fabrication française, le produit connaît un succès immédiat. En 1934, Scholtès commercialise la première cuisinière électrique, qui a du succès à l'époque.
L'entreprise continue sa propre évolution durant l'après-guerre, en 1962, Scholtès est la première marque à proposer en Europe une gamme complète d'électroménager encastrable. En 1969, l'entreprise est la première à lancer un four à pyrolyse. D'autres innovations de Scholtès sont aussi importantes comme celle de la table vitrocéramique en 1974 et de la table à l'induction électromagnétique en 1979.
En 1989, la société compte 600 salariés et réalise un chiffre d'affaires de 441 millions de francs. Cette année est marquée par le rachat de Scholtès par le groupe italien Merloni Elettrodomestici S.p.A. avec 82 % des actions. Désormais, les produits commercialisés sous la marque Scholtès sont aussi fabriqués dans les autres usines du groupe.
En 2003, après un plan social, l'usine ne produit plus que les plaques vitrocéramiques, la production de fours étant délocalisée en Italie et la production de plaques de cuisson à gaz et de cuisinières transférée en Pologne,.
En 2005, le groupe italien devenu Indesit Company, décide de fermer l'usine historique de Manom avec le licenciement des 160 salariés et de transférer la production de plaques vitrocéramiques en Pologne.
Le 5 avril 2007, la société Établissements Eugène Scholtès est clôturée pour insuffisance d'actif.
En juillet 2014, Whirlpool devient actionnaire majoritaire d'Indesit, la marque Scholtès devient donc propriété de l'entreprise américaine.
En mai 2017, Whirlpool vend la marque Scholtès à l'entreprise française Admea dans le cadre d'un recentrage de son activité. Admea devenue Schneider Consumer Group annonce vouloir fabriquer une partie des produits en France,.
En janvier 2021, Schneider Consumer Group réintroduit la marque sur le marché français en lançant une nouvelle gamme d’appareils électroménagers encastrables haut de gamme appelée Explorer.